# Compagnia della Baia del Nord
La Compagnia della Baia del Nord (francese: Compagnie de la Baie du Nord) è stata una compagnia commerciale attiva in Canada alla fine del Seicento.

## Fondazione
Fu fondata nel 1682 da ricchi mercanti francesi tra cui Charles Aubert de la Chesnaye ed aveva anche il sostegno di Luigi XIV. Era l'equivalente francese della Compagnia della Baia di Hudson. Nell'agosto 1682 Pierre-Esprit Radisson e Médard Chouart des Groseilliers condussero due navi fino al fiume Hayes all'estremità meridionale della Baia di James. Si impossessarono di Port Nelson, di una nave bostoniana e di un'immensa quantità di pellicce, ma il governatore La Barre arrestò i due uomini con il pretesto che la Francia non era in guerra contro l'Inghilterra.
Nel 1685 Luigi XIV cedette il monopolio del commercio delle pellicce alla Compagnia nella Baia di Hudson.

## Rivalità franco-inglese
Dopo il 1686 la strategia della Francia si fece più intransigente. Iniziarono allora le guerre marittime tra Francia e Inghilterra: l'obiettivo delle due controparti era di eliminare la concorrente nel territorio rivendicato. Fino al 1713 ne la Francia ne l'Inghilterra possedevano in modo stabile la Baia di Hudson.
Nel 1686 la Compagnia della Baia del Nord organizzò una spedizione contro le postazioni inglesi con a capo Pierre de Troyes. La truppa, composta da trenta soldati e da settanta miliziani francocanadesi tra cui faceva parte anche Pierre Le Moyne d'Iberville arrivò nella Baia a fine di giugno del 1686. La spedizione fu un successo e il conflitto finì in quell'anno con l'intesa tra Francia e Inghilterra, nella quale il territorio conteso divenne proprietà comune.
Pierre Le Moyne d'Iberville, durante il suo soggiorno in Francia nell'inverno 1687-88, riuscì a convincere Luigi XIV di sostenere la compagnia. Infatti il re affidò a Iberville il comando di due navi moderne. Pierre Le Moyne, quando tornò nella Baia a fine 1688, si accorse che gli inglesi stavano riprendendo le loro postazioni. Nell'inverno 1688-1689 Iberville fu bloccato nella Baia e riuscì a tornare a Québec nel settembre del 1689, dopo aver avuto alcune schermaglie con gli inglesi. Ripartì per la "Baia del Nord" nel luglio 1690. Alla fine di agosto arrivò davanti a Forte York, ma dovette ritirarsi perché c'era un vascello inglese armato meglio del suo e decise di attaccare Fort Severn. Tuttavia Iberville non riuscì a scacciare gli inglesi, anzi furono a loro volta scacciati nel 1693. Nel 1694 Iberville fu nuovamente designato al comando della spedizione che doveva prendere Fort York. Per salvaguardare i suoi interessi, venne concesso ad Iberville il monopolio del commercio delle pellicce. Iberville arrivò alla fine di settembre e riuscì a conquistare Fort York, ribattezzandolo con il nome di Fort Bourbon. L'anno successivo gli inglesi mandarono una spedizione ben organizzata e riuscirono a riprendersi il forte.
Nel frattempo i corsari inglesi stavano distruggendo i porti francesi della Colonia di Plaisance, così Pierre LeMoyne d'Iberville fu impegnato in una campagna militare nel 196 in Terranova. Subito dopo con la nave Pelican si diresse verso la Baia di Hudson e riuscì a battere gli inglesi. Nel 1697 la Baia del Nord tornò ad essere francese. Il Trattato di Ryswick confermò la potenza francese in Nordamerica: gran parte della Baia di Hudson, anche se come territorio autonomo, venne attaccato alla Nuova Francia. 

## Trattato di Utrecht
Dopo il Trattato di Utrecht la Baia del Nord venne ceduta al Regno di Gran Bretagna. Con la cessione di questo territorio, la Francia perdette una risorsa significativa che proveniva dal commercio delle pellicce di questa regione e faceva una breccia importante sui territori nordamericani. Come compensazione della perdita, la Francia iniziò allora la colonizzazione della Louisiana e del Pays d'en Haut.